# یولیا مرکلووا
یولیا مرکلووا (به انگلیسی: Yulia Merkulova) (زاده ۱۷ فوریه ۱۹۸۴) بازیکن تیم ملی والیبال زنان روسیه است.